# Richard Klepzig
Richard Klepzig (* 1860 in Halle (Saale); † 4. Februar 1929 in Mödling, Niederösterreich) war ein deutscher Architekt, der in Deutschland, der Schweiz und Österreich tätig war. Als typischer Architekt des späten Historismus und Eklektizismus verwendete er unterschiedliche Stile, bei denen er offenbar auch sehr auf Bauherrenwünsche einging.
Klepzig arbeitete als Architekt und Bauleiter in Gotha und Coburg und baute insbesondere Villen für das Bürgertum, aber auch öffentliche Bauten. Sein Hauptwerk war die Synagoge in Gotha. Um 1908 zog er nach Zürich und setzte dort seine Arbeit fort. Um 1918 übersiedelte er nach Wien, wohnte in Wien V., Margaretenstraße 164, und besaß ein „Geschäfts- und Wohnhaus an der Mariahilferstraße“, spätestens ab 1923 wohnte er in Mödling, Neugasse 23. Am 4. Februar 1929 starb Klepzig an Lungenentzündung und wurde auf dem Friedhof in Maria Enzersdorf begraben.

## Bauten und Entwürfe

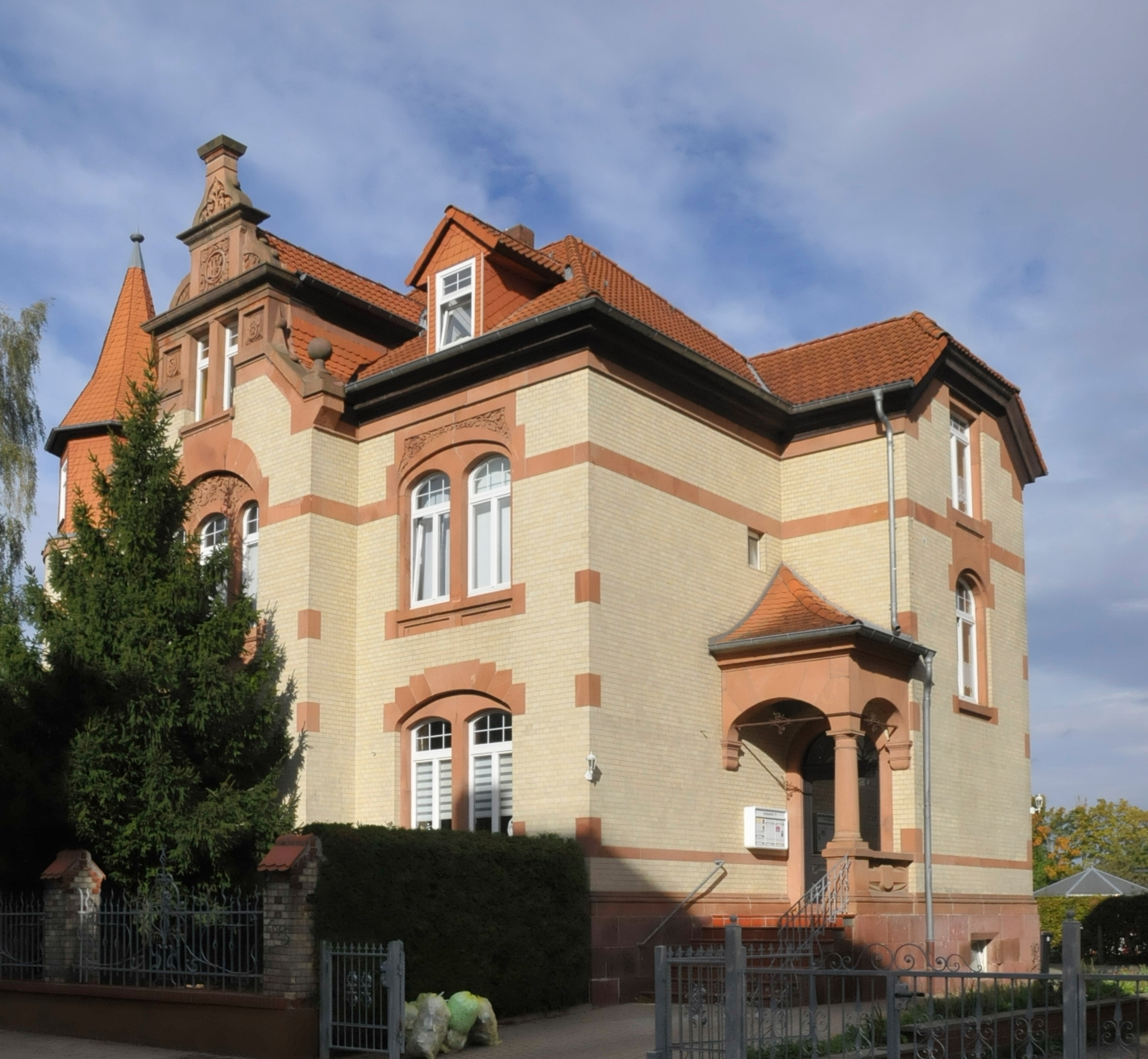
„Karussellkapelle“, Seebachstraße 11 in Gotha
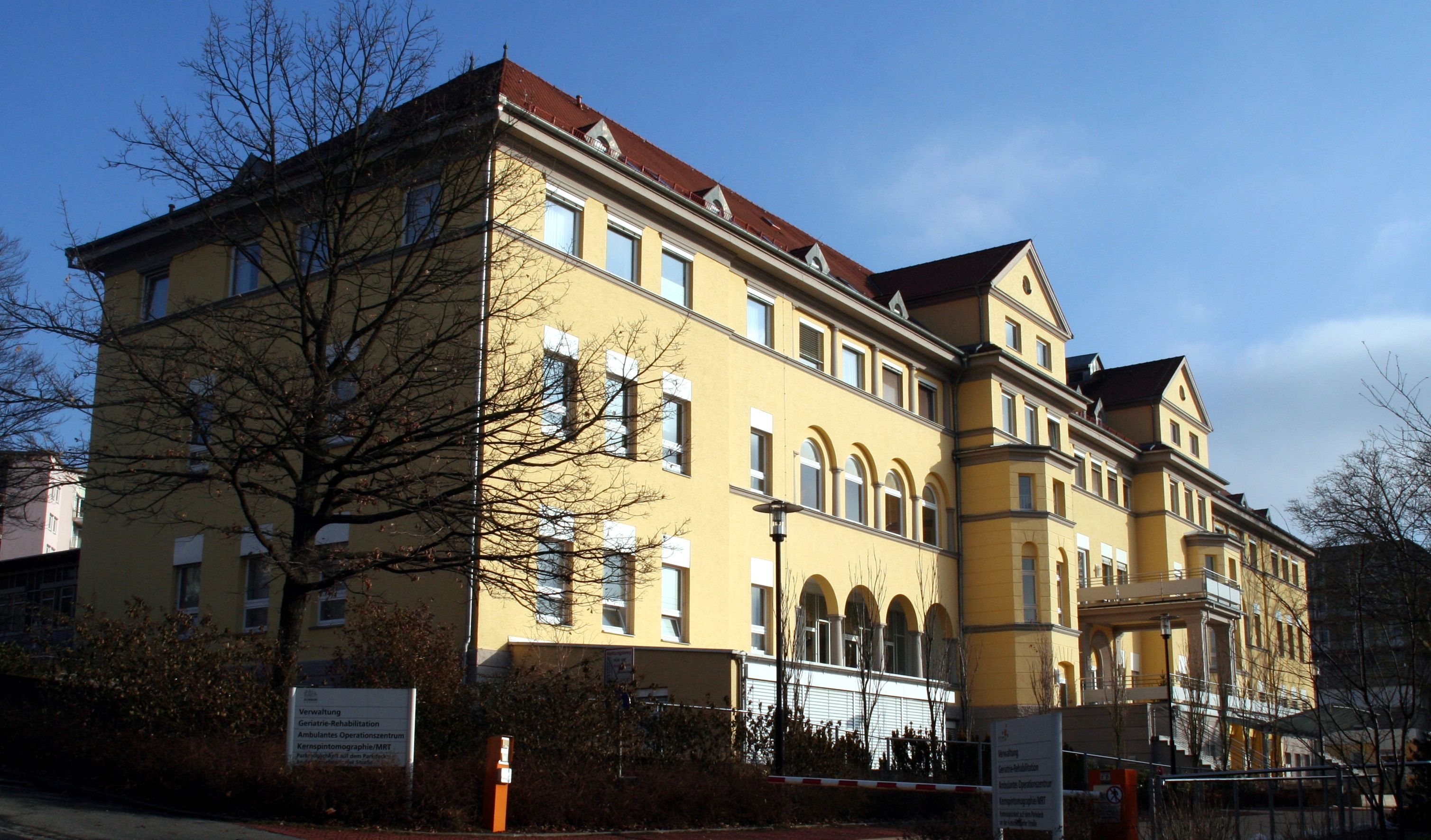
Landkrankenhaus in Coburg
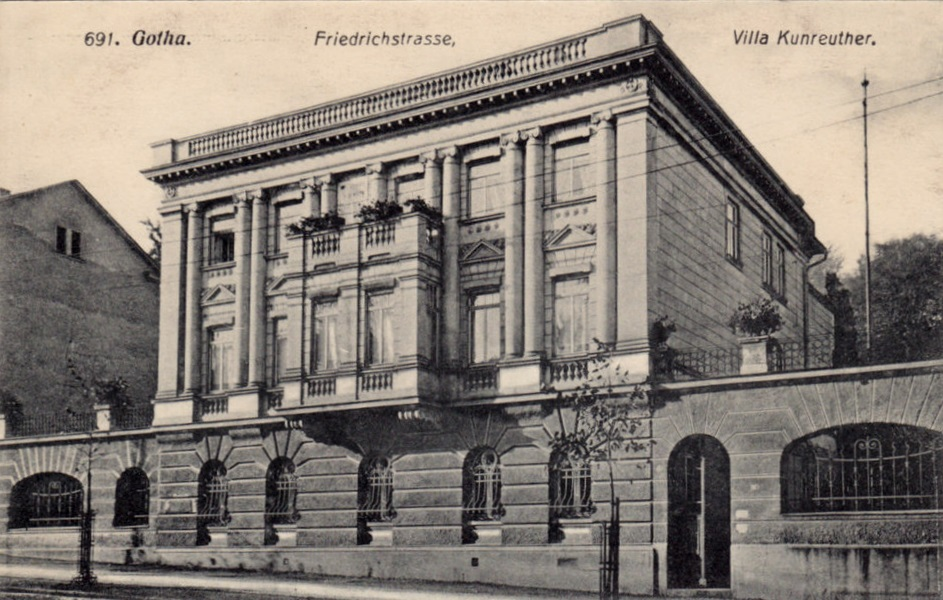
Villa Kunreuther in Gotha (um 1905)
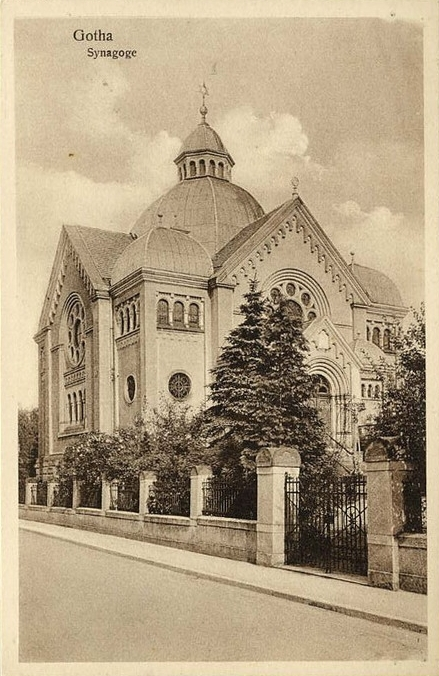
Synagoge Gotha (Ansichtskarte 1918)
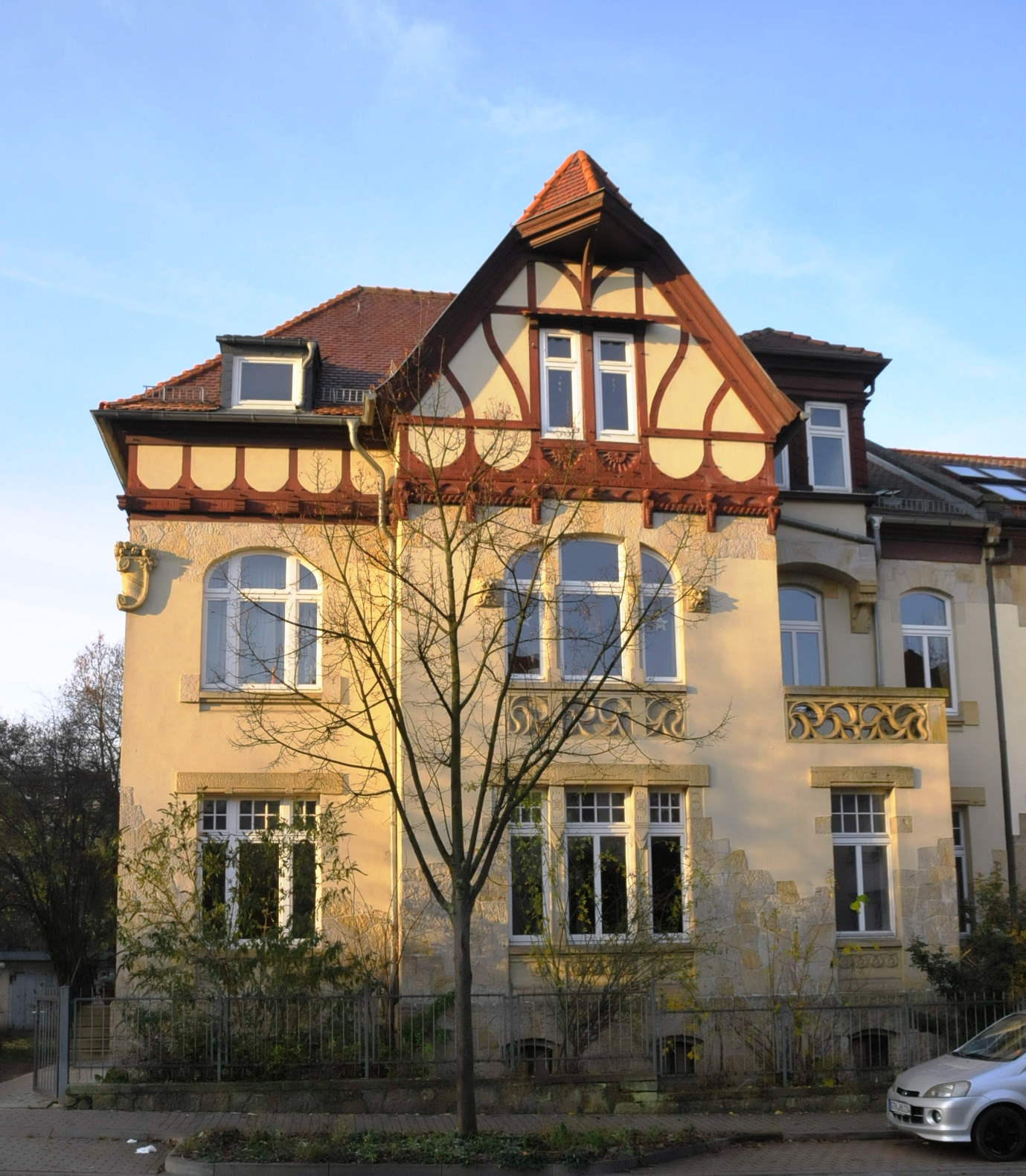
Haus 18.-März-Straße 9 in Gotha
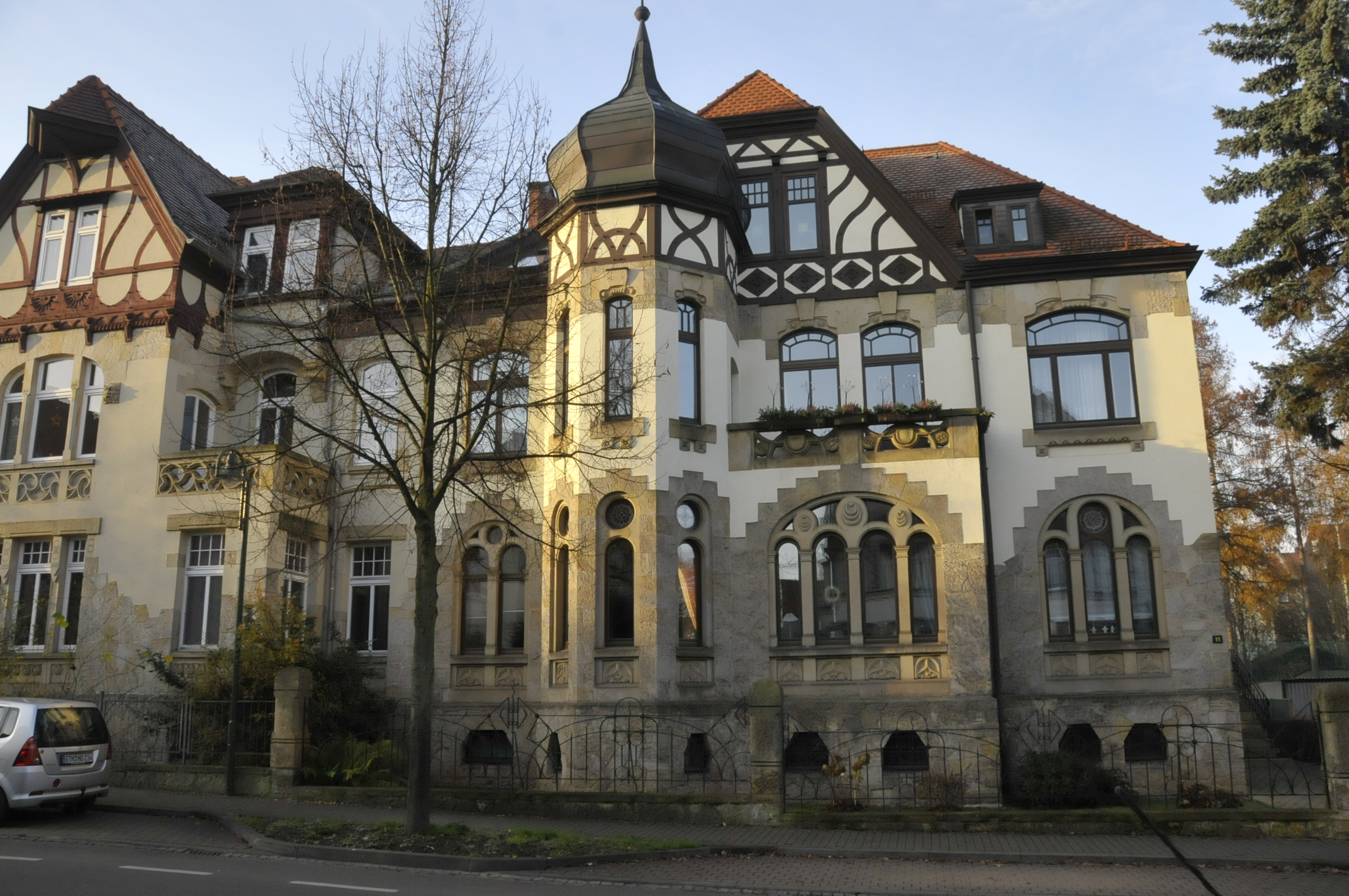
Haus 18.-März-Straße 11 in Gotha
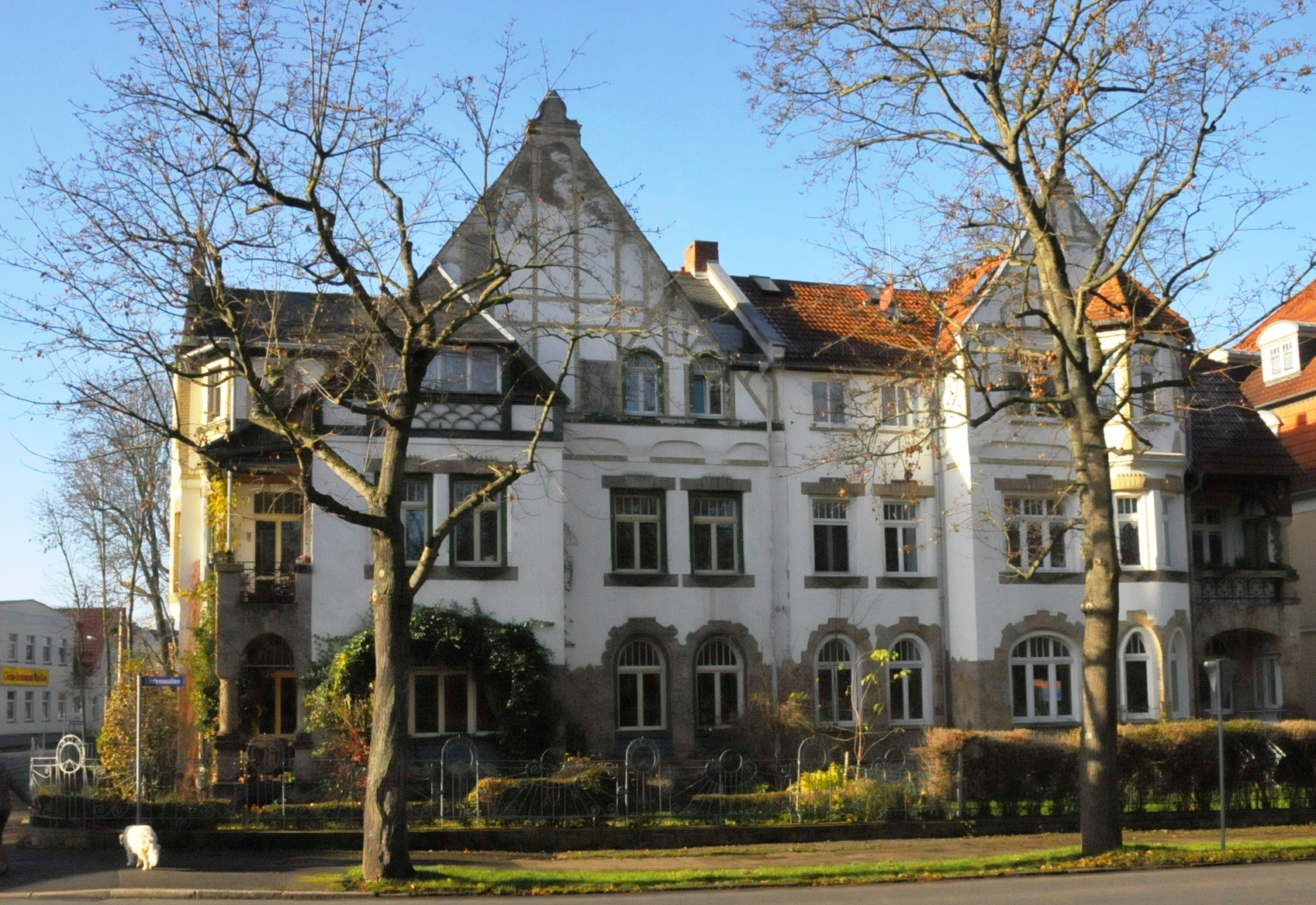
Haus Puschkinallee 2 in Gotha

- 1899: Villa für Carl Greffrath und Clara Greffrath in Gotha, Gartenstraße 40
- 1899: Villa für Fritz Bothmann (gen. „Karussellkapelle“) in Gotha, Seebachstraße 11
- 1900: Haus 5 und 6 des Krankenhauses in Gotha, Erfurter Landstraße
- 1901: Landkrankenhaus in Coburg (mit Heinrich Wallraff)
- 1903: Geschäftshaus für den F. A. Perthes Verlag in Gotha, Friedrich-Perthes-Straße 4
- 1903–1904: Synagoge in Gotha, Hohenlohestraße 1 (zerstört)[3]
- 1903–1904: Umbau der Villa Kunreuther in Gotha, Friedrichstraße 14
- 1904: Textilkaufhaus M. Conitzer & Söhne in Gotha, Erfurter Straße 17
- 1904: Villa für Oskar Blödner in Gotha, Friedrichstraße 1
- 1904: Doppelwohnhaus „Villa Elise“ in Gotha, 18.-März-Straße 9/11 (mit Robert Krämer)
- 1904: Villa für Leopold Möller in Gotha, Puschkinallee 2
- 1905: Kinderpavillon (später Innere Abteilung) des Krankenhauses in Gotha, Erfurter Landstraße
- 1910: Villa für Julius Simson (gen. „Porzellanschlösschen“) in Gotha, Friedrichstraße 17–19
- Villa Feddersen in Gotha, 18.-März-Straße 4 / Kreuzstraße
- Villa für Dr. Bretzfeld (genannt „Tränenburg“) in Gotha, Huttenstraße 2
- 1910–1912: Doppelwohnhaus für Laurenz Florin in Zürich, Trottenstrasse g. 62[4]
- 1911: Mehrfamilienhäuser Apollostrasse 15–21 in Zürich[5]
- 1912: Thüringisches Landesdenkmal auf dem Langen Berg bei Gehren (mit Standbild des Fürsten Karl Günther von Bildhauer Arno Zauche)
- um 1927/1928: mehrere Entwürfe zum Neubau der Pfarrkirche Herz Jesu und der anschließenden Pfarr-, Vereins- und Heimgebäude in Mödling, Maria-Theresien-Gasse 16–22 in der Schöffelstadt (nicht ausgeführt)